# 自民党青年局の過激ダンスショー問題
自民党青年局の過激ダンスショー問題（じみんとうせいねんきょくのかげきダンスショーもんだい）は、2023年11月の自由民主党の和歌山県支部連合会（自民党和歌山県連）が主管した近畿ブロック会議後に露出の多い衣装の女性ダンサーを招いた懇親会が開かれた問題。

## 概要
会合は、2023年11月18日に和歌山市内の「ホテルアバローム紀の国」で開かれた「青年局近畿ブロック会議」における懇親会の中の余興の際、過激な水着衣装のダンサーが登場。参加者はダンサーの衣装にチップの千円札を挟みこんだり、ダンサーを膝に座らせ、紙幣を口に銜えて渡す映像が残されていた。翌2024年3月8日に産経新聞のスクープで問題が発覚した。会合に参加した県議はパーティーの趣旨について、ダイバーシティ（多様性）を意識した結果ダンサーを招くことにしたと弁明した。
埼玉県では、AKB48の制服のような衣装を着た男性が、被り物と下着のような衣装一枚の男性を縄で縛り、SM緊縛パーティのような様相を呈する写真が週刊文春の記事で公開された。

## 影響
この問題の発覚を受けて当時、自民党の奈良県連の青年局の局長だった男性を3月26日付けで厳重注意し、幹部が引責辞任した。当該の男性は、2024年2月で任期満了により退任している。また、この会合に出席した党本部青年局長の藤原崇と局長代理の中曽根康隆がそれぞれ局長と局長代理を辞職した。